# 猪熊功
猪熊功（日语：いのくま いさお，英语：Inokuma Isao，1938年2月4日—2001年9月28日），日本柔道選手，1964年夏季奧林匹克運動會男子重量級柔道金牌得主。

## 生平

### 早期
猪熊功生於神奈川縣橫須賀市，幼時身體虛弱，曾罹患結核、自家中毒与疝氣。猪熊功就讀市立不入斗中学2年級時受到姿三四郎影響，在渡邊利一郎道場開始學習柔道。同門學生有山村泰三與森徹等人。猪熊功逐漸熟練背負投，成為柔道生涯的特色。
猪熊功之後就讀縣立橫須賀高校，高中3年級曾參加國民體育大會，結果第1戰敗北。

### 成為柔道冠軍
猪熊功進入東京教育大学（今筑波大学）後住在學長長谷川博之家。1959年，大学4年級的猪熊功參加全日本柔道錦標賽獲得優勝，21歲就成為日本第一。
猪熊功在大學畢業後成為順天堂大学的助手、警視廳柔道講師，也獲得1960年、1961年全日本柔道錦標賽準優勝、1959年優勝。1959年至1961年3年間的決賽對手都是神永昭夫，這段期間因此稱為“神猪時代”。猪熊功在1963年大會第二次獲得優勝，擊敗長谷川博之。
猪熊功於1964年夏季奧林匹克運動會中擊敗加拿大選手道格拉斯·羅傑斯（Douglas Rogers），奪得男子重量級柔道金牌。
1965年10月，猪熊功於世界柔道錦標賽中獲得冠軍，不久宣布退休。

### 企業家
1966年，猪熊功離開警視廳，加入東海建設。1969年，猪熊功進入東海大學。
1973年，猪熊功擔任東海大学教授。東海大学創辦人松前重義在1979年參與國際柔道聯盟（IJF）會長選舉，之後順利當選。因此猪熊功從1979年至1987年間擔任國際柔道聯盟會長秘書。
1983年第1回正力杯引發全日本柔道聯盟與全日本学生柔道聯盟不和，捲入其中的猪熊功逐漸遠離柔道界。
1996年，猪熊功就任神奈川縣柔道聯盟會長。
1993年，猪熊功擔任東海建設社長。2001年9月28日，猪熊功因公司財務狀況不佳，而在東京都新宿區的東海建設社長室自殺身亡。9月30日，猪熊功葬禮在橫須賀市曹源寺舉行。

## 成績
- 1959年 - 全日本柔道錦標賽　優勝
- 1960年 - 全日本柔道錦標賽　亞軍
- 1961年 - 全日本柔道錦標賽　亞軍
- 1963年 - 全日本柔道錦標賽　優勝
- 1964年 - 莫斯科柔道大賽　重量級　優勝
- 1964年 - 全日本柔道錦標賽　季軍
- 1964年 - 夏季奧林匹克運動會　重量級　優勝
- 1965年 - 世界柔道錦標賽　無差別　優勝

## 著作
- ベスト柔道（講談社インターナショナル、1979年3月、ISBN 4770006713）
- 講談社スポーツシリーズ 『柔道』（講談社、1979年5月、ISBN 4061414372）
- 小学館入門百科シリーズ『少年柔道入門』（小学館、1982年4月、ISBN 4092201125）

## 外部連結
- 猪熊功-「ケンカ柔道」で決勝優勢勝ち
- 東海建設社長 猪熊功さん死去
- 猪熊功 at JudoInside.com